# عبد الكريم بردكجي
عبد الكريم بردكجي (مواليد 7 سبتمبر 1994) هو لاعب كرة قدم تركي يلعب في مركز المدافع في نادي غلطة سراي.

## وصلات خارجية
- عبد الكريم بردكجي على موقع الاتحاد الدولي (مؤرشف)  (الإنجليزية)
- عبد الكريم بردكجي على موقع الاتحاد الأوربي (الإنجليزية)
- عبد الكريم بردكجي على موقع اتحاد تركيا (لاعب) (الإنجليزية)
- عبد الكريم بردكجي على موقع قاعدة بيانات كرة القدم.إي يو (الإنجليزية)
- عبد الكريم بردكجي على موقع ناشيونال فوتبول تيمز (الإنجليزية)
- عبد الكريم بردكجي على موقع Soccerway.com (الإنجليزية)
- عبد الكريم بردكجي على موقع عالم كرة القدم.نت (الإنجليزية)
- عبد الكريم بردكجي على موقع AS.com (الإسبانية)